# Néstor Gorosito
Néstor Raúl Gorosito, född den 14 maj 1964 i San Fernando, är en argentinsk professionell fotbollstränare och före detta -spelare.